# Zufallsprinzip
Das Zufallsprinzip bezeichnet eine Operation bzw. eine Methode, die sich hinsichtlich einer Vorgehensweise das Phänomen „Zufall“ zunutze macht.

## Begriff
Der Ausdruck „Zufallsprinzip“ wird insbesondere im Zusammenhang mit Auswahlverfahren in unterschiedlichen Kontexten und Anwendungen verwendet. Es handelt sich um ein Prinzip, das keiner festgelegten Gesetzmäßigkeit oder einer gezielten Absicht unterliegt. Es wird teilweise auch als Zufallsverfahren bezeichnet und kann durch einen Zufallsgenerator realisiert werden. Generell wird das Zufallsprinzip überall dort angewandt, wo keine Voraussage über den ausgewählten Wert möglich sein darf (vgl. auch Stichprobe) oder eine durch die Nutzung des Zufallsprinzip angestrebte Wirkung erzielt werden soll. Die Verwendung des Zufallsprinzips kann in unterschiedlichem Ausmaße realisiert werden. Insbesondere im musischen und künstlerischen Bereich wird es mit weiteren, planmäßigen Verfahren kombiniert oder nur eingeschränkt für bestimmte Teile eines Werkes eingesetzt.
Umgangssprachlich wird der Begriff „Zufallsprinzip“ auch dann benutzt, wenn Kritik geübt und eine Meinung dargestellt werden soll. Ziel ist es damit einen Gegenstand wie beispielsweise die Ausbildung im Journalismusbereich als zufällig statt als systematisch zu deklarieren und damit negativ zu belegen.
Weiterhin wird im Rahmen der Evolutionstheorie kontrovers diskutiert, inwieweit die Entstehung von Leben einem Zufallsprozess unterliegt.

## Anwendungen

### Spiele
Hierunter fallen insbesondere die Teilnahmebedingungen für Gewinnspiele. Damit ist gemeint, dass der Gewinner aus der Gruppe aller Teilnehmer bei völlig gleichen Chancen gezogen wird. Dies wird auch als Losverfahren bezeichnet. Das Losen gilt als älteste Form des Glücksspiels. Viele Stämme nutzen Steine, Münzen, Knöpfe oder auch Hölzer, um Entscheidungen durch Auslosen herbeizuführen.
Das Zufallsprinzip wird auch bei Glücksspielen verwendet, wie beim Lotto bzw. bei Lotterien (z. B. die Ziehung von Lottozahlen „6 aus 49“ oder „Bingo“), bei Kartenspielen (z. B. „Poker“) und Würfelspielen (z. B. „Kniffel“), dem Drehen am Glücksrad, bei Geldspielautomaten (z. B. der „Einarmige Bandit“) oder auch beim Münzwurf. Das Zufallsprinzip wird auch in Computerspielen verwendet, beispielsweise um beim mehrmaligen Durchspielen verschiedene Spielverläufe zu realisieren und damit den Wiederspielwert zu erhöhen.

### Technik
Im Rahmen der Informationstechnik findet beispielsweise die Auswahl von IP-Adressen nach dem Zufallsprinzip statt. Bei der Einwahl ins Internet erhält der Computer dann eine IP-Adresse aus einem Pool des jeweiligen Providers, die noch verfügbar, d. h. noch nicht vergeben, ist. Aus Sicherheits-, Geschwindigkeits- oder sonstigen Gründen verwendet man statt vordefinierter, fester Werte zufällige, damit keine Voraussage über die künftige IP-Adresse eines Computers vor der Einwahl möglich ist. Weiterhin werden Zufallsverfahren zur Codierung und Verschlüsselung von Geheiminformationen bei der Übermittlung insbesondere militärischer Daten gezielt genutzt, um ein Maximum an Datensicherheit zu gewährleisten.

### Musik
Hierunter fallen insbesondere das Gestalten von Musikstücken. Die Nutzung des Zufallsprinzips stellt eine besondere Art der Komposition von Musiktiteln dar. Beispielsweise basieren die Orchesterstimmen des Werks von John Cage „Concerto for Prepared Piano and Chamber Orchestra“ von 1951 u. a. auf Münzwurf und Losentscheidungen durch das chinesische Orakelbuch I Ching. Weiterhin nutzt ein musikalisches Würfelspiel einen Zufallsgenerator zur Erstellung von Musikkompositionen, dessen sich auch schon Wolfgang Amadeus Mozart bedient hat.

### Kunst
Beim Erstellen von Bildern wird das Zufallsprinzip genutzt, um eine nicht selbst bestimmte Wirkung auf das Bild zu erzielen. Für viele Künstler stellt dies eine Möglichkeit dar, Kunst mit dem von Zufällen wesentlich bestimmten Leben zu füllen und diesbezüglich eine Verbindung herzustellen. Gleichzeitig soll dies den kreativen Prozess des Malers unterstützen. Max Ernst prägt in diesem Zusammenhang auch den Begriff „Befreiende Verfahren“. Die konkrete Umsetzung des Zufallsverfahren reicht vom Spritzen von Farbe auf Leinwand („Klecksographie“) über sogenannte Murmelbilder bis hin zu computeranimierter Farbsteuerung. Erste Einflüsse des Zufallsprinzips in der Kunst gehen bereits auf Leonardo da Vinci zurück. Als weitere Künstler sind hier u. a. zu nennen: Marcel Duchamp, Hans Arp und Joan Miró.

### Pädagogik
Hierunter fallen Auswahlverfahren bezüglich der Zusammensetzung von Gruppen für das kooperative Lernen. Häufig werden Lerngruppen aus pädagogischen Gründen nicht nach bestimmten, festgelegten Regeln zusammengesetzt. Ziel ist es, damit kooperatives Lernen zu fördern. Es soll damit sichergestellt werden, dass sich möglichst viele Lernende am Lernprozess aktiv beteiligen. Die Realisierung der Gruppenauswahl kann u. a. durch Ziehen von Spielkarten, Postkarten oder Puzzleteilchen geschehen.

### Sonstige Anwendungen
Hierunter fallen u. a. Zufallskontrollen. Geschwindigkeitskontrollen der Polizei beispielsweise werden in einer Stadt nicht progressiv fortschreitend oder nach einem sonstigen logischen Muster, sondern nach dem Zufallsprinzip durchgeführt. Weitere Anwendungen sind u. a. Kontrollen von Mitarbeitern zur Reduzierung von Diebstählen in Unternehmen und Terrorkontrollen an Flughäfen oder auch Qualitätskontrollen im Rahmen der Qualitätssicherung von Produkten. Dies dient insgesamt dazu, dass sich derartige Kontrollaktionen nicht vorhersagen lassen sollen und dazu, den Vorwurf der Willkür zu entkräften. Weiterhin können auch Befragungen von Personen nach dem Zufallsprinzip erfolgen, um ein unabhängiges Meinungsbild zu erstellen, wie beispielsweise bei einer bevorstehenden Wahl.

## Mathematische Modellierung
Die Untersuchung möglicher Ausgänge von Auswahlverfahren nach dem Zufallsprinzip fällt in das Gebiet der Wahrscheinlichkeitsrechnung. Diese können als Zufallsvariable angesehen und damit rechnerisch erfasst werden.